# Рослини-вуглеутворювачі

Рослини-вуглеутворювачі (рос. растения-углеобразователи, англ. coalifying plants, нім. Kohlenbildungspflanzen f pl) — рослини фанерозою, залишки яких складають органічну масу вугілля викопного.

## Загальна характеристика
Відповідно до статиграфічної шкали виділяють три групи вуглетвірної флори:
- І. Палеозойська ера (девон, кам'яновугільний період, перм), 400—235 млн років: ▪ деревоподібні плауноподібні (лепідодендрони, сигілярії та ін.); ▪ голонасінні (птеридосперми, кордаїти, ґласоптеріс), ▪ членистостеблові (клинолистові, хвощеподібні, каламіти та ін.); ▪ папоротникоподібні (маратієві, негератієві та ін.).
- ІІ. Мезозойська ера, 235–67 млн років: ▪ голонасінні (хвойні, саговикові та гінкгові); ▪ членистостеблові (переважно хвощі); ▪ справжні папороті.
- ІІІ. Кайнозойська ера, 67 млн років: ▪ голонасінні (г.ч. хвойні, кипариси, таксодієві); ▪ покритонасінні (бук, клен, лаврові, міртові та ін.). Вуглетвірна флора цієї групи розповсюджена на усіх континентах.

За переважними територіально-кліматичними ознаками виділяють такі зони розповсюдження Р.-в.:
- • Євроамериканська (Європа і Півн. Америка), яка характеризується розповсюдженням т. зв. вестфальської флори з домінантами плауноподібних (лепідодендронів) та намюрської флори (плауноподібні і голонасінні з переважанням птеридосперм). До цієї зони приурочені найбільші вугільні басейни й вугільні родовища Європи і Америки, зокрема Донецький, Сілезький, Рурський, Уельський, Пенсильванський та ін.).
- • Ангарська (Тунгуська) зона характерна домінуючими кордаїтами. Вона представлена найбільшими вугільними родовищами світу (Сибір: Кузнецький, Тунгуський, Ленський та ін.).
- • Гондванська зона характерна т. зв. глосоптерієвою флорою з переважанням голонасінних Glossopteris. Вугільні родовища цієї зони розташовані переважно в південній півкулі (Австралія, Півд. Америка, Африка, Антарктида).
- • Сх.-Азійська зона, яка характеризується змішаною флорою (родовища Китаю, Сх. Сибіру та ін.).

За морфологічними ознаками Р.-в. поділяються на деревні, трав'янисті та деревоподібні. Переважає вугілля, утворене з рослин деревної форми (голонасінні та покритонасінні), а також змішаного складу.
За фаціальною ознакою, зокрема за обводненістю середовища перебування, Р.-в. поділяють на гігрофіти (плаунові) та гігромезофіти.

## Рослини-вуглеутворювачі на території України
В Україні переважає вугілля вестфальської флори (Донбас, Львівсько-Волинський вугільний басейн) та еоценової флори (Дніпровський вугільний басейн).
У будові вугільних пластів Донбасу повторюється одноманітна послідовність у розподілі і складі вуглеутворюючих рослин: у нижній частині пластів переважають залишки плауноподібних (лепідодендронів і сигілярій), у верхній — птеридоспермових і кордаїтових при незначній участі залишків ін. рослин палеозою.
Вугілля Дніпровського басейну складене рослинним матеріалом змішаних лісів, характерних для теплого і вологого клімату (вільхові, кедрові, березові, букові, вербові, ялівець, соснові з малою участю папоротей, хвощевих, плаунових і трав).
Характерною особливістю рослинного матеріалу вугілля Львівсько-Волинського басейну є великий ступінь його розкладу. Присутні залишки птеридосперм, лепідодендронів і плауноподібних.